# 織機調整技能士
織機調整技能士（しょっきちょうせいぎのうし）とは、国家資格である技能検定制度の一種で、かつて都道府県職業能力開発協会が実施していた、織機調整に関する学科及び実技試験に合格した者をいう。
2000年7月27日、受験者減少により廃止された。